# Velika Planina
Velika Planina est un alpage ainsi qu'une station de ski de très petite taille, située près de Kamniška Bistrica dans la région de Haute-Carniole, dans le nord de la Slovénie.
L'alpage culmine au mont Gradišče (1 666 m).
Le domaine skiable est accessible depuis la vallée par un téléphérique. Il offre des pistes peu pentues particulièrement adaptées aux skieurs débutants, d'une faible dénivelée maximale (250 mètres).
Des habitations d'architecture traditionnelle en bois — utilisées principalement par les bergers et majoritairement sur la période estivale — sont situées sur le plateau karstique. Elles sont constituées d'une seule pièce.
L'église de Marie-Neige a été construite en 1939 sur les hauteurs des habitations par les bergers et laitiers de Velika Planina, en l'honneur de la vierge Marie. Selon les plans de l'architecte slovène Jože Plečnik, en tenant compte de l'architecture locale. Brûlée pendant la Seconde Guerre mondiale en même temps qu'une centaine d'habitations, elle fut reconstruite en 1988 et est désormais connue pour ses messes de Noël.